# Feuerkorb

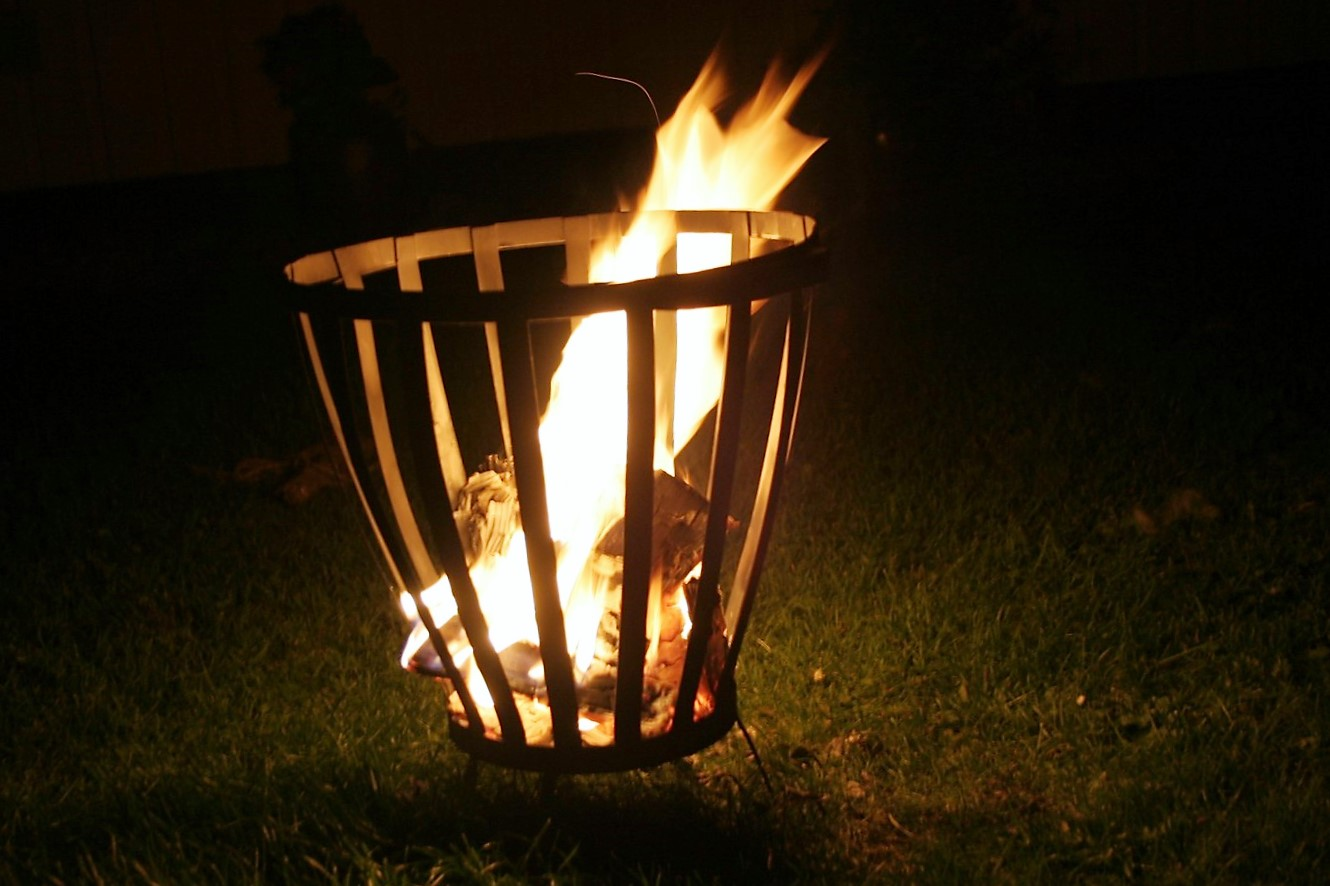
Ein typischer Feuerkorb

Ein Feuerkorb wurde seit der Antike hauptsächlich zur Beleuchtung und zur Erwärmung von Räumen aufgestellt. Heutzutage wird er in der Regel im Gartenbereich genutzt, wo er vor allem als Wärmequelle und Terrassenofen und teils auch zum Grillen verwendet wird. Der Feuerkorb stellt im Sinne des Brandschutzes eine offene Feuerstelle dar.
Er besteht aus einem hitzebeständigen Metall-Gefäß mit hohen und von großen Aussparungen durchbrochenen – geflecht- bzw. gitterartigen – Seitenwänden und einer untenliegenden, teils auch separaten Schale zum Auffangen der Asche. Feuerkörbe werden üblicherweise aus Stahl, Eisen oder Gusseisen hergestellt.
Verwandt mit dem Feuerkorb ist die Feuerschale, die außer als Wärmequelle oft auch zur Nahrungszubereitung durch Garen oder Grillen benutzt wird sowie früher auch zu weiteren Zwecken verwendet wurde.

## Verwendung

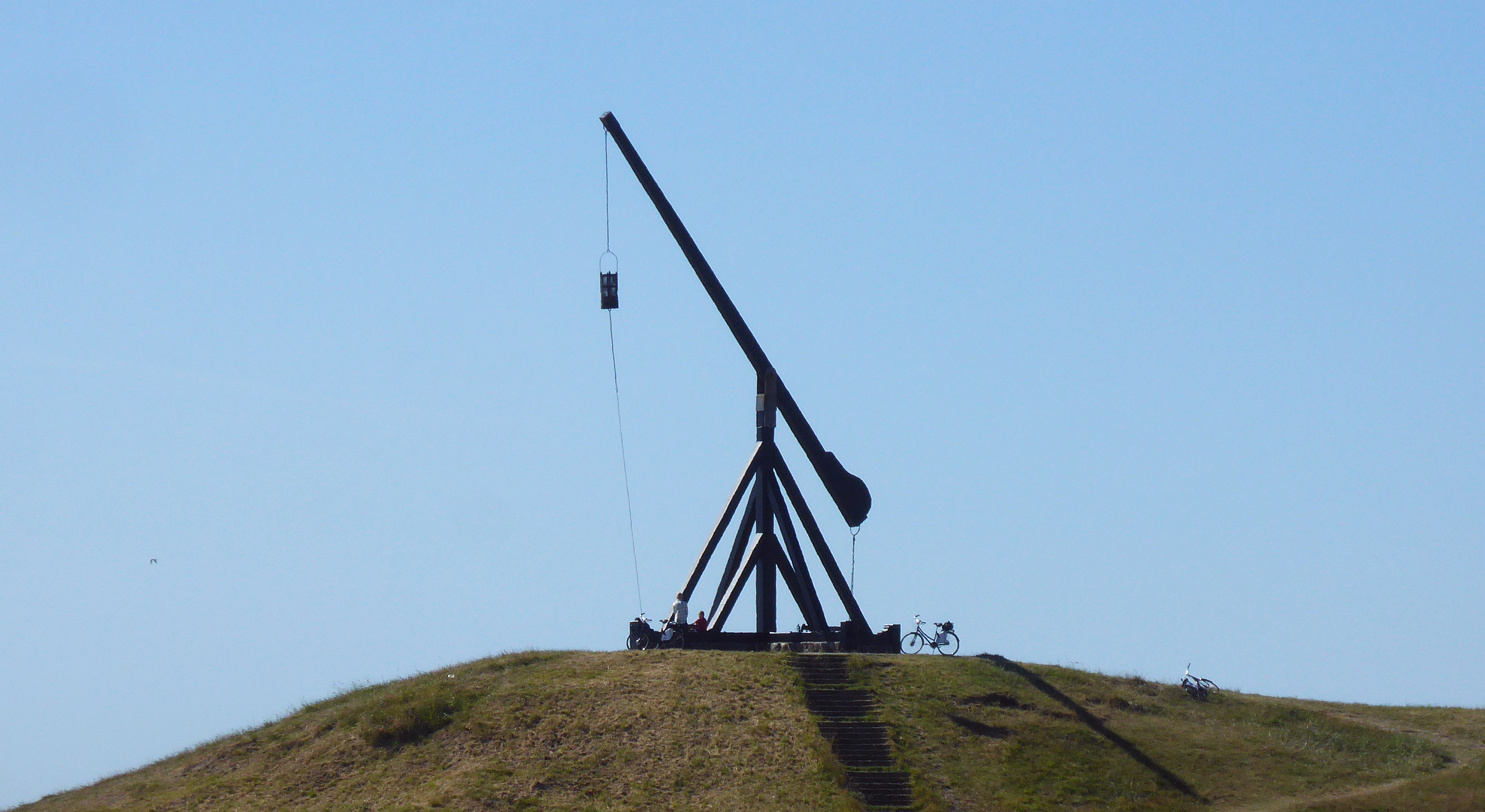
Vippefyret in Skagen: von 1627 bis 1747 brachte man mit Hebelarm die Feuerkörbe auf Höhe (2018)

Neben einfacher Beleuchtungs- und Heizfunktion hatten Feuerkörbe unterschiedlichste Aufgaben:
So dienten Feuerkörbe in Leuchttürmen dem Leuchtfeuer. Auf der Bamberger Altenburg soll ein Feuerkorb in der Kommunikation mit der benachbarten Giechburg als Signalgeber gedient haben.
Vor der Markteinführung von elektrisch betriebenen Aktenvernichtern war der Feuerkorb im Büro weit verbreitet zum thermischen Vernichten geheimer Dokumente (zu beobachten in einigen  historischen Filmen).
Heute sind Feuerkörbe nahezu ausschließlich im Gartenbereich und eher selten auch auf öffentlichen Freiflächen wie in Parks anzutreffen. Dabei werden sie neben der hauptsächlichen Nutzung als Wärmequelle und Terrassenofen auch als „mobiles Lagerfeuer“ und „Stimmungselement“ eingesetzt sowie teils auch zum Grillen verwendet. Da aufgrund der großen Seitenöffnungen bei der Nutzung Funkenflug auftreten kann, wird von Herstellern und in Ratgebermedien empfohlen, den Feuerkorb „unbedingt immer auf einen feuerfesten Untergrund“ wie Steinplatten oder eine Kiesfläche zu stellen. Viele Hersteller bieten zudem spezielle Bodenplatten (Unterlegplatten) an. Zu den allgemeinen Sicherheitshinweisen gehört außerdem, dass Feuerkörbe „nur im Freien“ verwendet werden dürfen und dass sie „unbedingt immer in möglichst großem Abstand zu brennbaren Materialien“ wie Holzmöbel, Gartenmöbel aus Kunststoff oder Pflanzen aufzustellen sind. Zudem sollte nur „zugelassenes Brennmaterial“ wie zum Beispiel Kaminholz verwendet werden, aber keine Gartenabfälle.
Zur Nutzung als Grill bieten verschiedene Hersteller entsprechendes Zubehör an, wie zum Beispiel auflegbare Grillroste. Zusammen mit einem Dreibeinstativ und einem daran angehängten, höhenverstellbaren Grillrost kann ein Feuerkorb als Schwenkgrill genutzt werden.
Bis Ende des 20. Jahrhunderts hatten Feuertöpfe noch eine große Bedeutung für die Vernichtung von vertraulichen oder geheimen Akten und Schriftstücken. Mit Einführung von elektrischen Aktenvernichern ist diese Bedeutung in Deutschland zurückgegangen, findet aber teilweise noch immer statt, z. B. bei der Bundeswehr im Auslandseinsatz, wenn entsprechende Shredder nicht oder noch nicht zur Verfügung stehen.

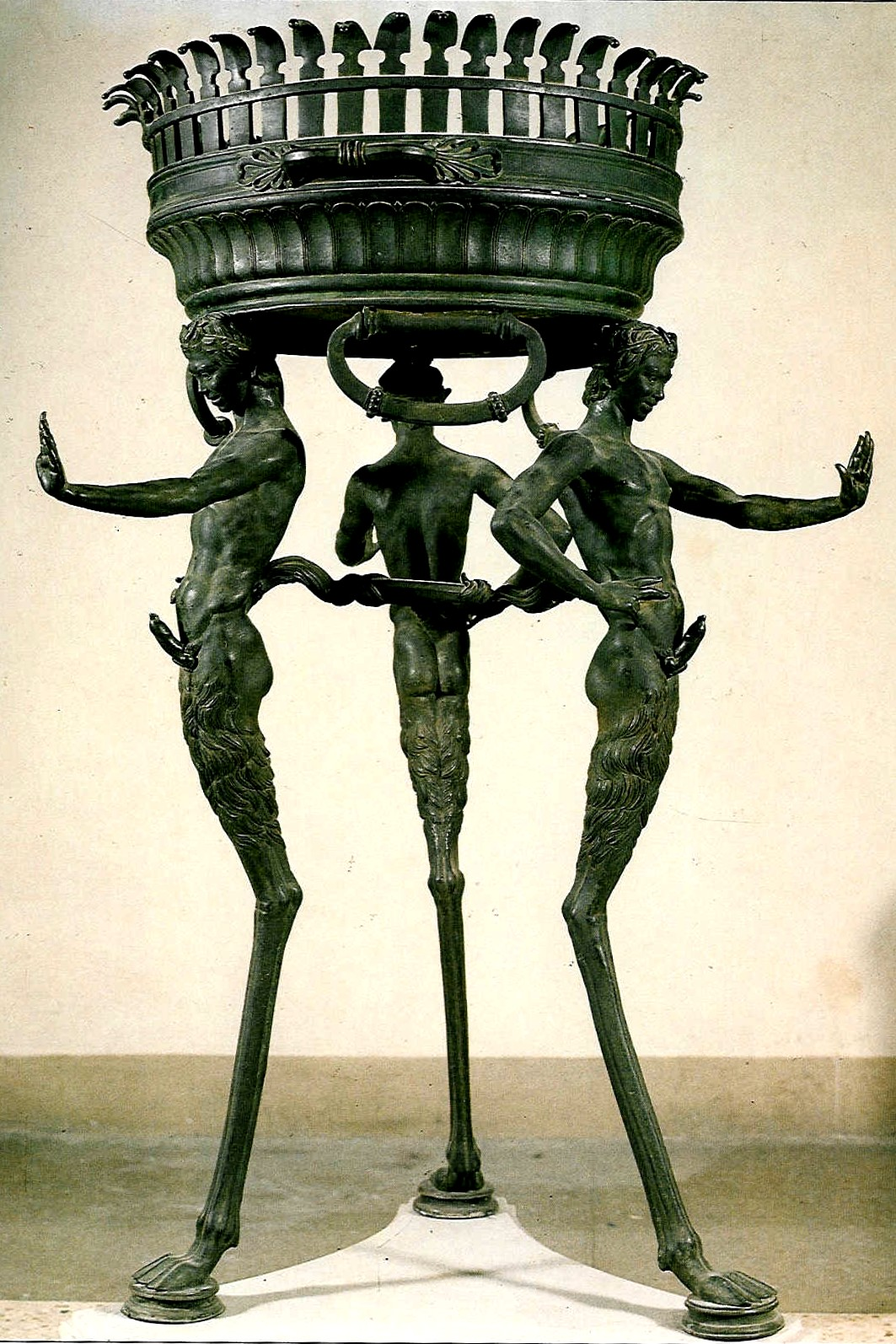
Antiker, aus Bronze hergestellter Feuerkorb aus Pompeji, der als Licht- und Wärmequelle diente
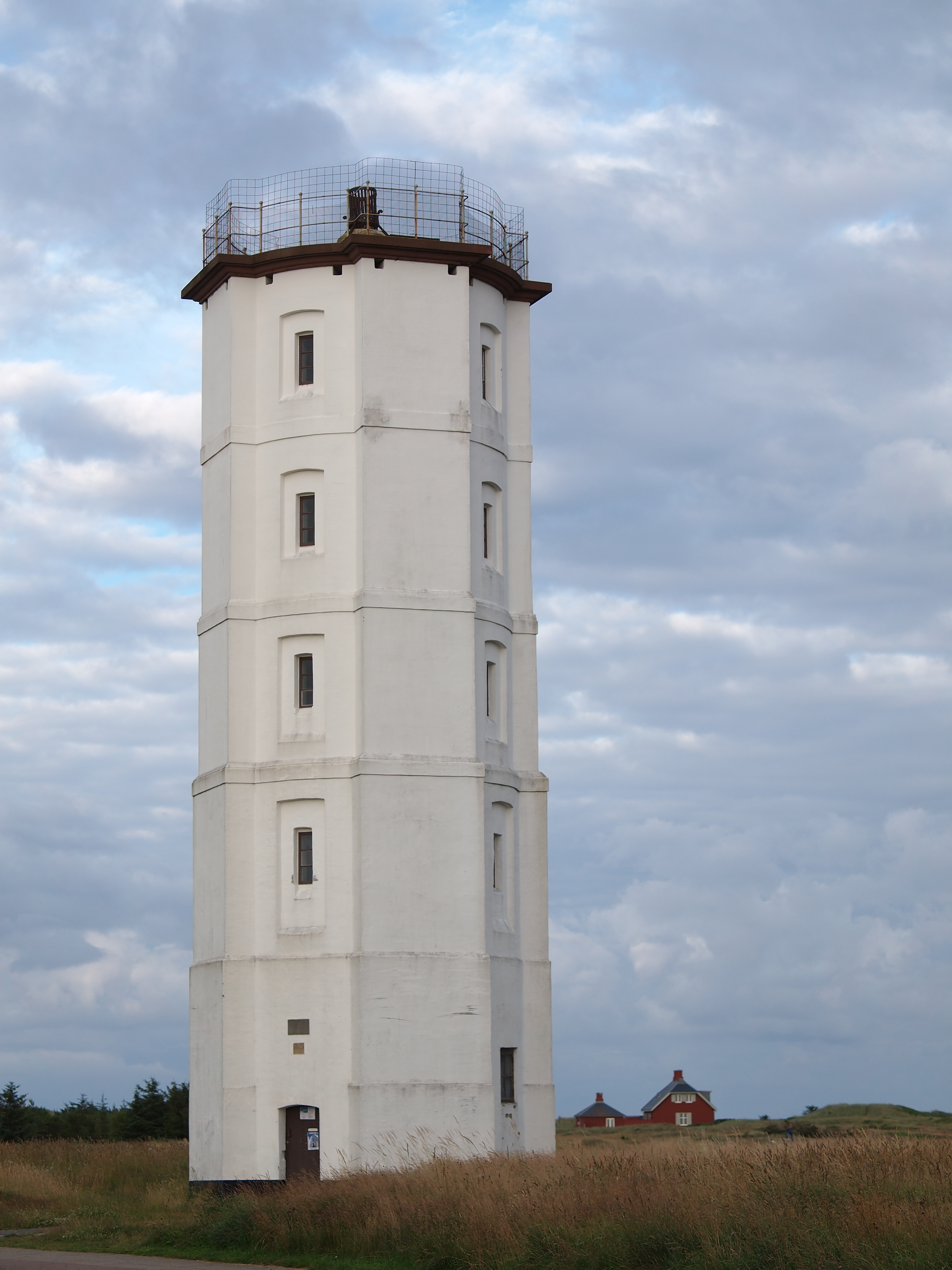
Der Alte Weiße Leuchtturm in Skagen, mit einem Feuerkorb als Leuchtfeuer auf dem Dach
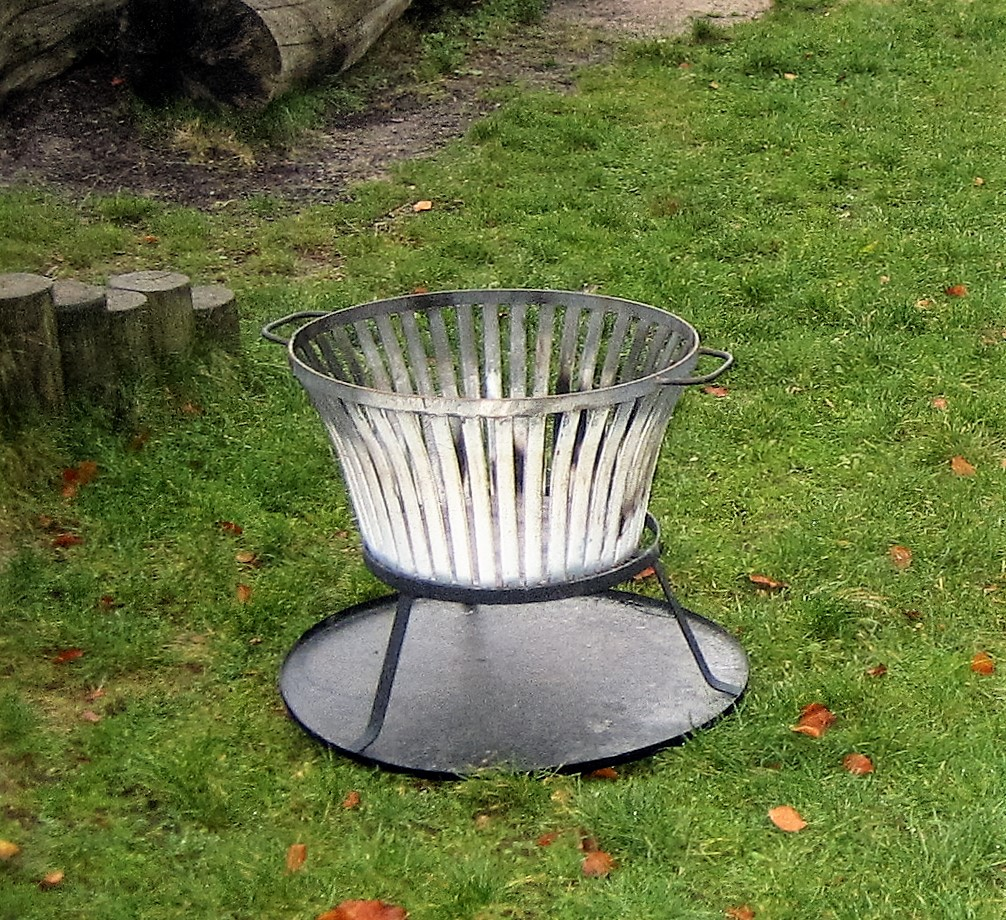
Handelsüblicher Feuerkorb aus Stahl, mit einem Fußgestell mit integrierter Bodenplatte
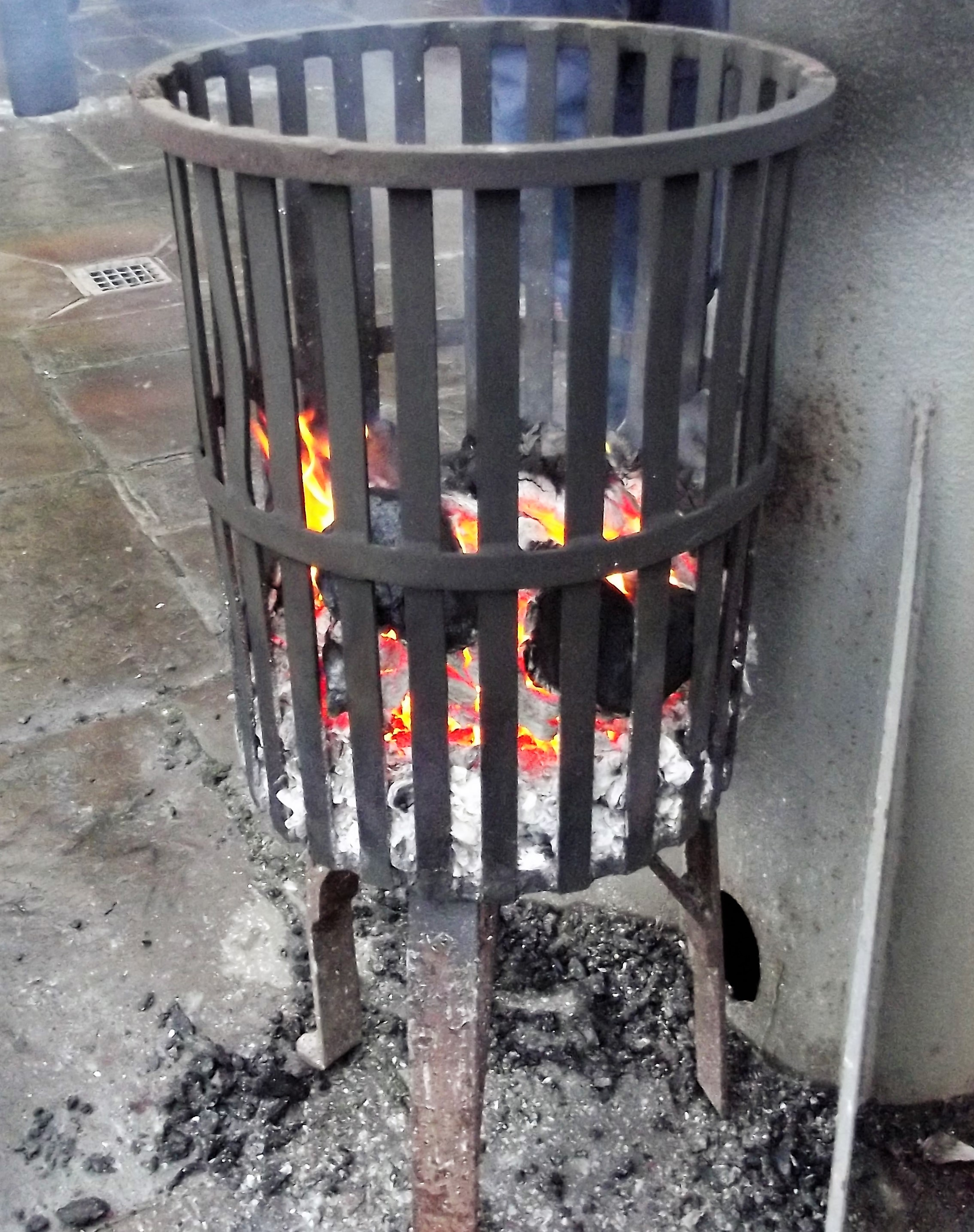
Feuerkorb, hier als Wärmequelle im Terrassenbereich („Terrassenofen“)

## Feuerkörbe in der Heraldik

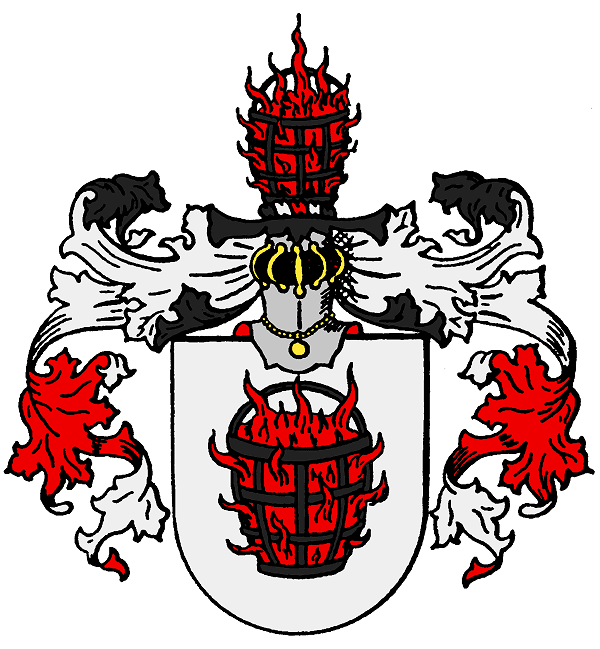
Ein Feuerkorb im Wappen derer von Proeck

Im Stammwappen derer von Proeck befindet sich ein Feuerkorb.